# STS-60
STS-60 var en flygning i det amerikanska rymdfärjeprogrammet med rymdfärjan Discovery. Den sköts upp från Pad 39A vid Kennedy Space Center i Florida den 3 februari 1994. Efter drygt sju dagar i omloppsbana runt jorden återinträdde rymdfärjan i jordens atmosfär och landade vid Kennedy Space Center.

## Besättning
- Charles F. Bolden
- Kenneth S. Reightler
- N. Jan Davis
- Ronald M. Sega
- Franklin R. Chang-Diaz
- Sergei K. Krikalev